# Engyophrys senta
Engyophrys senta är en fiskart som beskrevs av Ginsburg, 1933. Engyophrys senta ingår i släktet Engyophrys och familjen tungevarsfiskar. Inga underarter finns listade i Catalogue of Life.